# عثمان أباظة
عثمان أباظة (10 مايو 1903 - 20 أكتوبر 1960) هو مخرج إذاعي ومخرج أفلام وممثل مصري.

## حياته
ولد 10 مايو 1903 بمنيا القمح بمديرية الشرقية من عائلة أباظة المعروفة - درس بمدرسة الزراعة وتخرج عام 1926 بعد أن تخرج عمل بوزارة الزراعة في القاهرة - كان يهوي فن التمثيل منذ الصغر مما دفعه إلى تكوين مع زملاء الدراسة فريقًا للتمثيل وأخرج أولي مسرحياته علي مسرح مدرسة الزراعة، وكانت المسرحية بعنوان الهاوية، انتقل من العمل بوزارة الزراعة الى العمل بإدارة المسرح المدرسي وكان عمله هو تدريب فرق التمثيل المدرسية بجانب الإخراج. 

## مسيرته
- عين في الإذاعة المصرية مخرج عام 1948،
- من أوائل المخرجين فى الإذاعة المصرية كان متأثر بالبيئة الريفية التى عاش فيها وكذلك بعمله فى الزراعة فأول ما قدم للإذاعة برنامج ركن الريف الذي ساهم في حل مشاكل الفلاحين وكان يقدم هذا البرنامج أسبوعيا، في الإذاعة كان المسئول عن ركن الريف وله فيها باع كبير وعلامات وبصمات مازالت باقية خاصة في الاخراج.

- عين الرئيس الأسبق لجمعية أنصار التمثيل والسينما وأحد الذين خدموا الفن في فروعه المختلفة من مسرح وإذاعة وسينما.
- عمل في المسرح مع فرقة فاطمة رشدي عام 1936 فى عروض معركة الشباب، متعذبنيش على مسرح ديانا بالإسكندرية.
- اول فيلم ظهر فيه كممثل هو تيتاوونج سنة 1937 انتاج واخراج وكتابة االقصة والسيناريو والمونتاج والبطولة للفنانة أمينة محمد - اكتشف عدد كبير من الفنانين منهم الفنان محمد أباظة ، الفنان أحمد أباظة وغيرهم
- أخرج العديد من التمثيليات الإذاعية منها: الباني طالع، الشهداء الثلاثة، هذه الأرض،معركة التحرير.
- قدم برنامجا غنائيا بعنوان "أعياد الحصاد" و"فرح شرقاوي " و " المولد " . - كما
- قدم المئات من التمثيليات والبرامج والسهرات الإذاعية وكون ثنائيا شهيرا مع أبو فاشا.. وإلي جانب الإخراج.. -
- عمل ممثل بالسينما في بعض الأفلام وقدم ادوار متميزة منها: غرام وانتقام. ،الآنسة حنفي ، كما
- كتب حوار بعض الأفلام السينمائية مثل سكة السلامة.
- أخر عمل إذاعي هو حلقات موكب النبوة  ولكنه توفي قبل أن يستكمله في إثر أزمة قلبية.
- يعتبر من أهم أوائل المخرجين في الإذاعة المصرية.

## أعماله
- أول من قدم أم كلثوم في برنامج إذاعي غنائي عن رابعة العدوية تأليف طاهر أبو فاشا.
- قدم العديد من الأوبريتات الغنائية منها :(الفردوس المفقود – ومعروف الإسكافي مخرج وممثل) -
- قدم العديد من الصور الثنائية الريفية والشعبية مازلنا نسمعها في شبكات الإذاعة مثل أوبريت "ع الدوار" الذي أذيع في الأسبوع الأول من قيام ثورة يوليو 1952 م ولازالت احدي أغنياته يتردد صداها وهي أغنية "ع الدوار.. ع الدوار.. راديو بلدنا فيه اخبار -
- اخرج العديد من التمثيليات الإذاعية منها":- عزيزة ويونس ممثل سينمائى مثل عدة أدوار بالسينما في بعض الأفلام ومنها: غرام وانتقام والآنسة حنفي وبيت النتاش ودنانير هارون الرشيدوتيتاوونج وهذا جناه أبى والعامل... غيرهم.
- كتب عشرة أفلام  مثل سكة السلامة وعاصفة فى الربيع وفي سبيل الحب .